# A.L.I.C.E.
A.L.I.C.E. (Artificial Linguistic Internet Computer Entity) ist ein Chatbot für natürliche Sprache. A.L.I.C.E. wurde durch das Psychotherapie-Programm ELIZA von Joseph Weizenbaum inspiriert.
A.L.I.C.E. ist eines der leistungsstärksten Programme seiner Art und hat drei Mal den Loebner-Preis gewonnen (2000, 2001 und 2004). Allerdings war A.L.I.C.E. bisher nicht in der Lage, den Turing-Test zu bestehen – selbst ein gelegentlicher Nutzer wird schnell die algorithmische Seele des Programms entdecken.
Der Name des Programms stammt von dem ersten Computer (genannt Alice), auf dem es ausgeführt wurde.
Am 23. November 1995 wurde A.L.I.C.E. das erste Mal auf einer Webseite der Öffentlichkeit präsentiert. 1998 begann die Neuentwicklung in Java, die in der derzeit aktuellen Version „Program D.“ endete (eine C++-Version existiert ebenfalls). Das Programm benutzt eine XML-DTD namens AIML (Artificial Intelligence Markup Language), um die heuristischen Konversationsregeln zu spezifizieren. Es steht unter der GPL.
Am A.L.I.C.E.-Open-Source-Project sind etwa 300 über die ganze Welt verteilte Programmierer beteiligt. Hauptakteur und Programmierer des Urprogramms ist Richard Wallace.
Im November 2003 traten zwei Instanzen von A.L.I.C.E. gegeneinander an. Das Ergebnis zeigte deutlich die Schwächen des Programms.